# Red Cloud
Red Cloud (1822-1909) és el nom que rebé dels blancs el cabdill Oglala Sioux Mahpiua Luta. Va dirigir la resistència contra els blancs del 1866 al 1868, vencent-los a Fort Phil Kearny i Fetterman, però el 31 de maig del 1870 obté de Washington quedar-se al Platte. Internat a la reserva  Pine Ridge, deixà la direcció de la resistència a Cavall Boig i Bou Assegut. El seu fill, el seu net i part de la seva família van emigrar a Itàlia cap a 1930.